# BOOM '77
BOOM '77 je dvojni album v živo s posnetki z BOOM Festivala 1977. Festival se je odvijal 10. in 11. decembra 1977 na Sajmištu v Novem Sadu. Festivala se je udeležilo veliko izvajalcev: Ibn Tup, Tetka Ana, Čerge, Neoplanti, Cvrčak i mravi, Leb i Sol, PU, Tako, Suncokret, Zebra, Buldožer, Tomaž Domicelj, Parni valjak, Stakleno Zvono, Vatra, Smak, Zlatni prsti, Vatreni Poljubac, Zmaj od Bosne in Teatar Levo.

## Seznam skladb
| A stran | A stran                                            | A stran        | A stran |
| Št.     | Naslov                                             | Izvajalec      | Dolžina |
| ------- | -------------------------------------------------- | -------------- | ------- |
| 1.      | „Samo po neki put‟ (Saša Pražić)                   | Cvrčak i Mravi | 3:39    |
| 2.      | „Šta hoćeš dušo na poklon da ti dam‟ (Saša Pražić) | Cvrčak i Mravi | 4:20    |
| 3.      | „Prvi sneg‟ (Dušan Mihajlović)                     | Suncokret      | 4:18    |
| 4.      | „Vatra‟ (J. Stojanović, Srečko Maksimović)         | Vatra          | 4:45    |

| B stran | B stran                                        | B stran   | B stran |
| Št.     | Naslov                                         | Izvajalec | Dolžina |
| ------- | ---------------------------------------------- | --------- | ------- |
| 1.      | „Pod vodom‟ (Vlatko Stefanovski)               | Leb i sol | 5:32    |
| 2.      | „U senci‟ (Garabet Tavitijan)                  | Leb i sol | 3:33    |
| 3.      | „Sveznadar‟ (Veseli Oršolić)                   | Had       | 3:55    |
| 4.      | „Nikad nisam sam‟ (N. Oršolić, Veseli Oršolić) | Had       | 4:02    |

| C stran | C stran                               | C stran        | C stran |
| Št.     | Naslov                                | Izvajalec      | Dolžina |
| ------- | ------------------------------------- | -------------- | ------- |
| 1.      | „Nepoznata pjesma‟ (Vedad Hadžiabdić) | Zmajevi Bosne  | 7:20    |
| 2.      | „Letnik '48‟ (Tomaž Domicelj)         | Tomaž Domicelj | 5:48    |
| 3.      | „Oj mjeseče‟ (Vladimir Georgev)       | Stakleno zvono | 3:43    |

| D stran | D stran                                                                     | D stran      | D stran |
| Št.     | Naslov                                                                      | Izvajalec    | Dolžina |
| ------- | --------------------------------------------------------------------------- | ------------ | ------- |
| 1.      | „Telefon‟ (Dušan Prelević, Raša Đelmaš)                                     | Zebra        | 3:02    |
| 2.      | „Moja mala zebra‟ (Anka Lazarević, Raša Đelmaš)                             | Zebra        | 4:36    |
| 3.      | „Ljubavni jadi jednog parnog valjka‟ (Husein Hasanefendić, Josip Ivanković) | Parni valjak | 4:32    |
| 4.      | „Prevela me mala žednog preko vode‟ (Husein Hasanefendić)                   | Parni valjak | 4:56    |